# Лирски роман
Лирски роман различити аутори дефинишу и као поетски роман. 

## Дефинисање
За дефинисање самог термина можда је најбоље поћи од тврдње Ралфа Фридмана, који у тексту Природа и облици лирског романа сам појам карактерише као парадоксалан. Занимљиво је погледати шта је то по Фридману парадоксално у лирском роману. Наиме, како Фридман запажа „лирски роман скреће читаочеву пажњу са људи и догађаја на форму“:. За ближе одређење и појашњење саме природе лирског романа можда је још боље навести речи истог аутора који у истом тексту за лирски роман каже следеће: „То је хибридни жанр који употребљава роман да би се приближио функцији песме.":
Оно што је за лирски роман од пресудне важности је само поимање света, заправо поимање објективности и то у односу личности и света. Према овом поимању сви типови лирске прозе требало би да деле исти став, у овом случају потпуно различит од традиционалног. За лирски роман је од највећег значаја то што ја лирскога романа, како то истиче Фридман, „постаје протагонист који преобликује свет кроз своје опажање и враћа га као облик имагинације": Тако се свет који се ствара у имагинацији претвара у скилу, али задржавајући објективност. Усудићемо се да се послужимо филмским језиком и кажемо да свет лирског романа постаје низ одвојено снимљењих сцена које само под руком доброг редитеља и у поступку добро осмишљење и урађене монтаже постају јединствена целина. Лирски роман је ту да повеже човека и свет у једну чудну унутрашњу форму која, са естетске стране гледано, мора да задржи објективност. За њега је битан унутрашњи, замишљен свет, свет лика, а у случају лирског романа и свет приповедача, па ће се често користити исповедном формом казивања, како би се што искреније и отвореније описао сензибилитет новог света, света који је осмишљен и преломљен кроз свест лика, или како би то Фридман рекао, кроз свест протагонисте. Не изненађује онда што се по овој одлици лирски роман приближава исповедној особености лирске поезије и лирског субјекта.
Бојан Јовић ће у свом магистарском раду на тему Лирски роман српског експресионизма разматрати следеће: „У лирском роману подједнако се наглашавају и садржинска и формална страна дела, те се тако на роман који је битно обележен поетским, односно лирским особинама гледа као на целовиту појаву, поетску, односно лирску и садржином и формом.“:

## Основне одлике
Из свега до сада написаног, можемо извести неке од основних карактеристика лирског романа, које су битне и за наш рад: приповедање у првом лицу; позиција приповедача одступа од традиционалног; приповедач је и учесник догађаја или носилац стања и осећања о којима се приповеда, па се ставља акценат на личност, на оно што је у самом јунаку, а не изван њега; у фабули се одбацује каузалан след и инсистира се на сликовитости; у средишту организације приче је сам субјект, који прожима свет; прича је фрагментална; свет је приказан субјективно; душевна збивања у самом лику, његова осећања и сећања излажу се преко монолога, писма (пошто имају могућност да дају исповест); честа је употреба персонификације како би се и у опису природе ставио акценат на оно што се дешева у лику, а прецртава се на природу; јунак је у потрази за својим идентитетом; асоцијативно сећање.

## Лирски романи у српској књижевности
Роман Милоша Црњанског Дневник о ЧарнојевићуДневник о Чарнојевићу, објављен 1920. године